# Ranunculus adoneus
Ranunculus adoneus è una pianta da fiore alpino della famiglia delle Ranunculaceae. Il fiore si è diffuso principalmente nelle Montagne Rocciose in Colorado e Wyoming, ma si può trovare anche nell'Idaho, nello Utah settentrionale e nel Nevada orientale negli Stati Uniti. Di solito cresce nei prati vicino al limite della neve in scioglimento e la pianta viene chiamata in Inglese anche ranuncolo della neve (snow buttercup).

## Scoperta
R. adoneus fu descritto per la prima volta nel 1863 dal famoso botanico statunitense Asa Gray in un elenco di specie di piante raccolte da diversi colleghi durante l'estate e l'autunno del 1862 nei pressi delle Montagne Rocciose del Colorado.

## Habitat e ecologia
R. adoneus è una specie autoctona che si trova solo nelle Montagne Rocciose addossata al limite della neve dove è abbastanza comune. È una pianta perenne e longeva che si trova nei prati sopraelevati in ambienti alpini. Le piante emergono ai margini della neve che si sta sciogliendo e fioriscono in pochi giorni. Il tempo di fioritura di R. adoneus è controllato dal momento in cui si scioglie la neve, così che su un forte pendio i fiori compaiono prima a quote più basse e successivamente, con lo scioglimento della neve, a diverse decine di metri più in alto. Si trovano ad un'altitudine da 2500 a 4000 metri. La fioritura dura più a lungo alle quote più basse. I fiori durano circa 10 giorni. I fiori secondari possono aprirsi una o due settimane dopo i fiori primari.

## Morfologia
Le foglie di R. adoneus hanno un diametro di circa 4 cm e sono profondamente sezionate in lobi lineari, con segmenti fogliari stretti che crescono alla base e lungo il gambo e spesso consistono di una sola coppia. Il fusto, lungo circa 9 - 25 cm, è glabro e abbastanza spesso e sale eretto dalle radici (caudici). Porta da 1 a 3 fiori gialli con da 5 a 10 petali a forma di cuneo. I fiori sono più grandi delle foglie, circa 4 cm e sono situati in basso nella pianta giovane ma diventano più alti per l'allungamento dello stelo in estate. I fiori sono protogini: i pistilli maturano prima delle antere per evitare che avvenga l'autofecondazione. Il fiore ha 5 sepali giallo-verdastri che hanno peli bianchi sulla superficie inferiore. I petali sono sovrapposti e incurvati verso la punta in modo che il fiore sia a forma di coppa. I ricettacoli portano 50-150 stimmi, che maturano in diversi giorni. Dagli ovuli fecondati si sviluppano acheni fotosintetici che sono frutti che contengono un seme. I semi si disperdono principalmente per gravità da 3 a 5 settimane dopo la fecondazione.

## Eliotropismo
I fiori presentano eliotropismo, una proprietà che si riscontra soprattutto nelle piante alpine e artiche. Questa forma di tropismo consente ai fiori di tracciare il sole, di riscaldarsi e di attirare più insetti. Infatti, quando i fiori non sono orientati in modo da trovarsi all'interno di un angolo di 45° rispetto al sole e di conseguenza il fiore è visitato da meno insetti, la resa di semi è molto inferiore.